# عباس أباد كوتشك
عباس أباد كوتشك هي قرية في مقاطعة ساوجبلاغ، إيران. عدد سكان هذه القرية هو 425 في سنة 2006.